# Richard Taylor (cineasta)
Sir Richard Leslie Taylor (Cheadle, 7 febbraio 1965) è un effettista, truccatore, costumista, disegnatore e produttore cinematografico neozelandese, cofondatore della Weta Workshop e Weta Digital.
Ha collaborato con Peter Jackson nella trilogia de Il Signore degli Anelli e nel remake di King Kong, con i quali ha vinto cinque premi Oscar su sei candidature: due ai migliori effetti speciali, due al miglior trucco e uno ai migliori costumi. Tra i vari premi ottenuti in carriera figurano anche quattro premi BAFTA, tre Saturn Awards e due Visual Effects Society Awards.

## Biografia
Collaborò sin dagli inizi con il regista Peter Jackson. Nel 1987 fondò assieme a Tania Rodger la compagnia di produzione e forniture cinematografiche Weta Workshop, da cui nacque nel 1993 la Weta Digital; divisione fondata con Peter Jackson e Jamie Selkirk, specializzata in effetti speciali digitali. Con essa contribuì a realizzare film di genere fantasy e fantascientifico di successo e record di incassi tra cui le trilogie del Signore degli Anelli e dello Hobbit, King Kong e Avatar.
Nel 2002 fu candidato a tre premi Oscar per Il Signore degli Anelli - La Compagnia dell'Anello: miglior trucco, migliori effetti speciali e i migliori costumi, vincendo i primi due. Vinse altri due Oscar nel 2003 per Il Signore degli Anelli - Il ritorno del re (migliori costumi e miglior trucco) e uno nel 2006 per King Kong (migliori effetti speciali).
Il 7 giugno 2010 fu insignito dell'Ordine al merito della Nuova Zelanda.

## Filmografia

### Lungometraggi
- Meet the Feebles, regia di Peter Jackson (1989)
- Splatters - Gli schizzacervelli (Braindead), regia di Peter Jackson (1992)
- Creature del cielo (Heavenly Creatures), regia di Peter Jackson (1994)
- Heaven - Il dono della premonizione (Heaven), regia di Scott Reynolds (1998)
- Il Signore degli Anelli - La Compagnia dell'Anello (The Lord of the Rings: The Fellowship of the Ring), regia di Peter Jackson (2001)
- Il Signore degli Anelli - Le due torri (The Lord of the Rings: The Two Towers), regia di Peter Jackson (2002)
- Master & Commander - Sfida ai confini del mare (Master and Commander: The Far Side of the World), regia di Peter Weir (2003)
- Il Signore degli Anelli - Il ritorno del re (The Lord of the Rings: The Return of the King), regia di Peter Jackson (2003)
- The Legend of Zorro (The Legend of Zorro), regia di Martin Campbell (2005)
- King Kong, regia di Peter Jackson (2005)
- Le cronache di Narnia - Il leone, la strega e l'armadio (The Chronicles of Narnia: The Lion, the Witch and the Wardrobe), regia di Andrew Adamson (2005)
- Black Sheep - Pecore assassine (Black Sheep), regia di Jonathan King (2006)
- 30 giorni di buio (30 Days of Night), regia di David Slade (2007)
- The Water Horse - La leggenda degli abissi (The Water Horse: Legend of the Deep), regia di Jay Russell (2007)
- District 9, regia di Neill Blomkamp (2009)
- Amabili resti (The Lovely Bones) regia di Peter Jackson (2009)
- The Devil's Rock, regia di Paul Campion (2011)
- Lo Hobbit - Un viaggio inaspettato (The Hobbit - An Unexpected Journey), regia di Peter Jackson (2012)
- Elysium, regia di Neill Blomkamp (2013)
- Fast & Furious 7 (Furious 7), regia di James Wan (2015)
- Krampus - Natale non è sempre Natale (Krampus), regia di Michael Dougherty (2015)
- Il GGG - Il grande gigante gentile (The BFG), regia di Steven Spielberg (2016)
- Warcraft - L'inizio (Warcraft), regia di Duncan Jones (2016)
- The Great Wall (長城), regia di Zhang Yimou (2016)
- Spectral (Spectral), regia di Nic Mathieu (2016)
- Ghost in the Shell (Ghost in the Shell), regia di Rupert Sanders (2017)
- Blade Runner 2049 (Blade Runner 2049), regia di Denis Villeneuve (2017)
- Thor: Ragnarok (Thor: Ragnarok), regia di Taika Waititi (2017)
- Shark - Il primo squalo (The Meg), regia di Jon Turteltaub (2018)

### Cortometraggi
- Eel Girl (Eel Girl), regia di Paul Campion (2008)
- Power/Rangers (Power/Rangers), regia di Joseph Kahn (2015)
- Fury Road (Fury Road), regia di Carole Barthes Defrance (2018)

## Riconoscimenti
- Premio Oscar[2]
  - 2002 - Migliori effetti speciali per Il Signore degli Anelli - La Compagnia dell'Anello
  - 2002 - Miglior trucco per Il Signore degli Anelli - La Compagnia dell'Anello
  - 2002 - Candidatura per i migliori costumi per Il Signore degli Anelli - La Compagnia dell'Anello
  - 2004 - Miglior trucco per Il Signore degli Anelli - Il ritorno del re
  - 2004 - Migliori costumi per Il Signore degli Anelli - Il ritorno del re
  - 2006 - Migliori effetti speciali per King Kong

- BAFTA
  - 2002 - Miglior trucco e acconciatura per Il Signore degli Anelli - La Compagnia dell'Anello
  - 2002 - Migliori effetti speciali per Il Signore degli Anelli - La Compagnia dell'Anello
  - 2003 - Migliori costumi per Il Signore degli Anelli - Le due torri
  - 2003 - Candidatura per il miglior trucco e acconciatura per Il Signore degli Anelli - Le due torri
  - 2004 - Candidatura per i migliori costumi per Il Signore degli Anelli - Il ritorno del re
  - 2004 - Candidatura per il miglior trucco e acconciatura per Il Signore degli Anelli - Il ritorno del re
  - 2006 - Migliori effetti speciali per King Kong
  - 2013 - Candidatura per il miglior trucco e acconciatura per Lo Hobbit - Un viaggio inaspettato
  - 2014 - Candidatura per il miglior trucco e acconciatura per Lo Hobbit - La desolazione di Smaug